# 웹툰

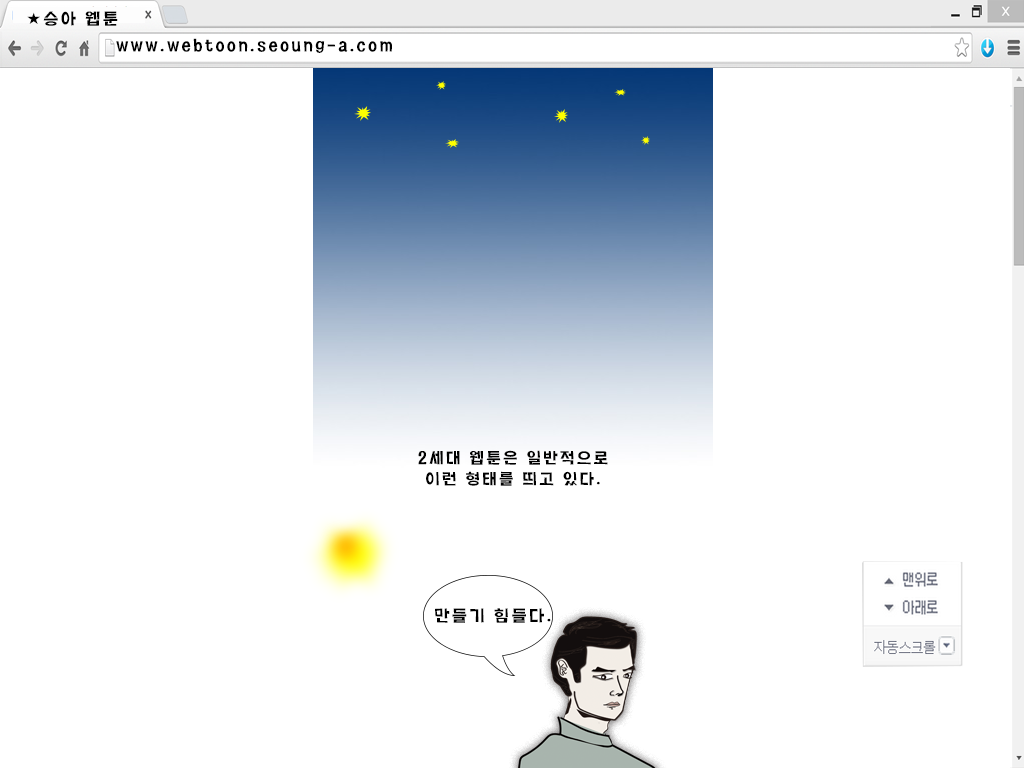
[https://조아툰주소.com

웹툰(한국어식 영어: webtoon)은 웹(web) 카툰(cartoon, 만화)의 합성어로,  웹 만화 플랫폼을 통칭한다. 21세기 초반에 현재의 형식을 갖추기 시작하여 현재 대한민국에서 큰 규모의 독자층을 유지하고 있으며 스낵컬처 문화를 보여주는 대표 사례이다.  최초의 웹툰으로는 1985년에 연재된 에릭 밀리킨(Eric Millikin)의 'Witches and Stitches'라고 주장이 있다. 그러나 이것은 시기적으로 맞지 않는데 웹이 1989년 팀 버너스가 최초로 구축했기 때문이고 90년대 들어서야 모자이크 웹브라우저 등이 등장하면서 확산되었기 때문이다.

## 용어
웹툰 용어는 1999년 초 개국한 아마추어 만화작가들의 만화를 인터넷에서 서비스하는 인터넷만화방송사이트인 애니비에스(AniBS)（대표 한정선)에서 처음 만들어 사용했다. 웹툰 용어를 만든 청주교육대학교 한정혜 교수(애니비에스 기술고문)로 용어 생성 당시에 한국에서는 다른 나라와는 다르게 애니메이션 만화나 만화책을 구분하지 않고 뭉뚱그려 cartoon이라고 불렀다. 웹툰으로 작명한 이유는 comic보다 cartoon이 웹이랑 잘 맞았으며, 웹으로 만화서비스를 하는데 짧은 만평부터 만화까지 널리 포괄할 수 있었기 때문이라고 전한다. 이 서비스로 2000년 7월 24일 제７회 멀티미디어 기술대상에서 정보통신부 장관상을 수상했다. 이후 닷컴 버블과 함께 2000년대에 웹툰이라는 용어 자체는 대중화되었으며(당시 KBS 뉴스를 보면 화면 뒤에 AniBS를 소개하고 있다), 2000년에 웹툰 용어를 만들어낸 애니비에스(AniBS) 당시 기술고문이였던 한정혜교수가 가지고 있다가 [웹툰]상표권 유지를 하지 않았기에 누구나 쓸수 있다.
2000년 8월 8일 천리안에서 온라인으로 만화를 제공하는 서비스를 제공하기 시작하면서 ‘웹(Web)’과 ‘카툰(Cartoon)’을 합하여 ‘천리안 웹툰’으로 명명한 것이 웹툰이라는 말의 시초라는 주장이 있다.
다만 만화전문 인터넷방송 애니비에스가 1999년에 이미 웹툰 서비스를 하고 있었다.
대부분의 국가에서 webtoon의 상표권 등록을 거절하고 있는데, 일반화된 명사로 여겨지기 때문이다. 다만 네이버는 문자 webtoon과 지그재그 형태로 내려오는 사각형 도안을 합쳐서 상표권을 등록했다.

## 웹툰의 역사

### 세대별 발전
온라인 만화의 발전 단계를 한창완, 이승진 저 ‘디지털 플랫폼에 따른 맞춤만화 모델링 연구’를 참고하여 세대별로 분류하면 아래와 같으며, 이중 오늘날 우리에게 익숙한 웹툰은 2세대에 해당한다고 볼 수 있다.
- 0세대

고유한 인터넷상의 인터페이스 모델링으로, 원작과 동일한 모습의 단순 스캔형식이다. 가로의 구독포맷을 지니며, 인쇄만화의 펼치면 방식을 재현한다. 또한 포털사이트 자체뷰어로 서비스한다. 0세대의 기능은 자동넘김과, 초당 넘김의 두 가지 단순 기능만을 지녔다. 이때당시 세계최초의 웹툰은 에릭 밀리킨(Eric Millikin)의 'Witches and Stitches' 다.
- 1세대

기존의 0세대 만화에 플래시 효과를 삽입하였다. 애니메이션 효과가 삽입되어 0세대의 단순, 반복적인 클릭행위에 이벤트를 부여하여 긴장감을 고조시켰다. 또 다른 변형 발전된 모습으로, 칸 구분 효과를 보이며, 한 칸 한 칸 씩 나열된 만화형식을 보인 1.15세대 디지털 만화를 얘기할 수 있다. 이는 한 칸식 칸 위주로 나열시키며, 단순한 플래시 기능과, 자체 편집기능인 Zoom-in, Zoom-out을 통해 칸의 긴장감과 시간적 흐름을 보이기 시작한다.
- 2세대

온라인 플랫폼에 맞도록 처음 기획부터 디지털화한다. 즉 우리가 알고 있는 웹툰의 방식이다. 스크롤 방식의 전제하에 새로운 포맷으로 기획하는 만화의 형식이다. 스크롤 방식의 만화는 시간의 흐름을 이용할 수 있기 때문에 영화적 표현이 가능하며, 페이드 인,아웃과 같은 효과를 극적으로 사용할 수 있다는 장점이 있다. 이러한 스크롤 방식의 읽기가 가능해진 것은 픽셀 업데이트, 바로 리프레시 타임의 시술 발전에 기반한다. 1990년대까지만 하더라도 초창기 LCD는 리프레시 타임이 너무 느려 동영상을 보기 어려울 정도였다. 리프레시 타임은 실시간 업데이트되는 시간으로, 화면이 최소한 1초에 15-30회 이상 리프레시되어야 한다. 그래야만 인간의 영상 인식이 불연속적인 장면을 연속적인 것으로 자연스럽게 인식할 수 있다. 이 기술은 잔상효과를 극대화시켜 마치 연속된 장면을 보는 것처럼 느끼게 하는 것인데 두루마리 형식의 읽기에서 이 기술력은 작가의 의도를 잘 표현하여 독자의 감정을 이끌어 낼 수 있는 기반을 마련해준다. 스크롤링에 따라 실간 그림이 리프레시되어야 작가의 의도대로 웹 만화 속에 감정이 묻어날 수 있기 때문이다. 2000년대 들어서서 리프레시 타임은 빨라졌고, 이를 기반으로 비로소 장편 웹 만화가 창작될 수 있었던 것이다. 또한 2000년대에 들어서면서 긴 호흡을 가지고 연재하는 장편 서사의 웹 만화가 출현할 수 있게 된것이다. 초창기에는 단지 세로 포맷의 1-4칸의 스크롤 만화였지만, 2004년 강풀은 미디어 다음에 <순정만화>를 발표해 세로 스크롤 만화에 새로운 혁신을 불러 일으켰다. 6페이지를 기본으로 많을 경우 20페이지에 가까운 분량의 스크롤 되었다.
- 3세대

책의 이동성을 고려한 E-book(전자책), 모바일 네트워킹을 지니는 스마트폰과 태블릿 PC의 등장으로 인터넷 환경은 무선 모바일로 전향중인 추세이다. E 잉크를 사용하는 E-book은 흑백으로서 배터리의 시간이 길다는 장점과 장시간 사용해도 눈의 피로감이 적다는 장점이 있으며, LED, LCD를 사용하는 태블릿 PC, 스마트폰은 무선 모바일 인터넷이 가능하며 언제 어디서나 온라인 만화를 볼 수 있다는 장점을 지닌다.
- 전망

앞으로는 움직임과 소리, 특수효과까지 결합된 새로운 형식의 파괴력 있는 웹툰이 등장할 것으로 전망한다. 우리 인터넷 환경과 네티즌이 함께 만든 새로운 문화유전자 웹툰의 경쟁력 있는 진화는 아직 끝나지 않은 셈이다.

### 활용범위의 발전

#### 만화의 가치사슬
만화의 가치사슬은 크게 출판 시장인 1차시장, 콘텐츠 서비스 및 상품시장인 2차,3차 시장으로 분류된다. 웹툰의 등장은 이러한 만화의 가치사슬, 특히 1차 시장에 변화를 가져왔다.
- 1차 시장: 출판시장은 만화콘텐츠가 제작되어 가장 먼저 유통되는 시장이며 대부분의 경우 이 시장에서 형성된 만화 콘텐츠의 지명도나 인기를 기반으로 타 장르의 문화콘텐츠로 재활용된다. 그러나 웹툰(webtoon)의 등장으로 디지털만화나 모바일 만화가 기존의 만화 1차 유통시장인 출판만화와 동시에 제공되는 사례가 증가하고 있으며 오히려 최근에는 만화 콘텐츠의 새로운 1차 유통 시장으로도 주목을 받고 있다.[4]

- 2차, 3차 시장: 만화콘텐츠의 또 다른 유통 방식으로는 극장용, TV 애니메이션, 광고 등 영상물에 활용되는 사례가 있다. 영상물로 제작된 만화는 TV, 극장 등의 매체를 통해 해당 콘텐츠에 대한 인지도를 확대하고 이러한 매스미디어의 힘을 빌어 만화 등장인물의 캐릭터 이미지를 상품에 적용하여 소비자의 제품에 대한 구매 의욕을 높이는 역할을 한다. 이러한 과정을 통해 만화콘텐츠는 더 큰 부가가치를 창출하는 캐릭터상품화(머천다이징) 시장으로 만화콘텐츠 활용 범위를 넓혀나갈 수 있는 입지를 구축하게 된다.캐릭터 상품화(머천다이징)시장은 만화 주인공들의 이미지를 완구, 게임, 의류, 식품, 가구, 침구, 문구와 같은 다양한 상품에 적용하고 이들 캐릭터의 인지도와 인기를 기반으로 “상품 판매량 확대”라는 시너지 효과를 창출하는 것을 목적으로 한다. 인기 캐릭터 상품의 경우, 전통적인 만화 시장인 출판만화 시장이나 뉴미디어 만화 시장, 영상물 시장의 매출을 능가하는 막대한 경제적 효과를 얻을 수 있다.[4]

위와 같은 2차 3차 시장으로의 진출은 만화콘텐츠의 One Source Multi Use적 성격을 보여주며, 웹툰 또한 전통적인 만화 못지 않게 영화, 게임, 애니메이션, 연극, 뮤지컬 등의 다양한 장르에 원작으로 쓰이고 있다.

#### OSMU
최신 트렌드의 발빠른 반영, 마니아들의 양산, 로맨스, 공포, 스릴러, 코믹 등 다양한 장르의 자유로운 수용 및 변주라는 특징으로 인해 웹툰은 드라마, 영화 등 다양한 매체의 러브콜을 받고 있으며, 아래의 표는 웹툰이 원작인 문화산업들이다.
| 문화 산업   | 사례 |
| ----------- | --- |
| 영화        | 순정만화(강풀), 아파트(강풀), 그대를 사랑합니다(강풀),26년(강풀), 바보(강풀), 트레이스(고영훈), 이끼(윤태호), 신과 함께(주호민), 목욕의 신(하일권), 은밀하게 위대하게(HUN), 이웃사람(강풀), 패션왕(기안84), 킬러 분식(한), 반드시 잡는다, 강철비, 기기괴괴:성형수(오성대), 아이들은 즐겁다 |
| 드라마      | 매리는 외박 중(원수연), 아리동 라스트 카우보이(제피가루), 쌉니다 천리마마트(김규삼),치즈 인 더 트랩(순끼), 미생(윤태호), 닥터 프로스트(이종범), 송곳 (최규석), 마음의소리(조석), 싸우자귀신아(임인스), 냄새를 보는 소녀(만취), 운빨로맨스, 내 아이디는 강남미인(기맹기), 이태원 클라쓰(조광진), 메모리스트(재후), 편의점 샛별이, 여신강림(야옹이), 연애혁명(232), 경이로운 소문(장이), 우리 집에 사는 남자(유현숙), 쌍갑포차(배혜수),간 떨어지는 동거(나)(예정) |
| 게임        | 라그나로크(그라비티), 베르카닉스(초이락 게임즈), 갓 오브 하이스쿨2017, 전자오락수호대, 와라 편의점, 마음의소리, 유미의 세포들, 용비불패, 외모지상주의 |
| 애니메이션  | 와라! 편의점(지강민), 미호이야기(혜진양), 쌉니다 천리마마트(김규삼), 놓지마 정신줄(신태훈/나승훈) 마음의 소리(조석), 신의 탑(SIU), 갓 오브 하이스쿨(박용제) |
| 연극,뮤지컬 | 위대한 캣츠비(강도하), 바보(강풀), 순정만화(강풀), 신과 함께(주호민), 무한동력(주호민), 은밀하게 위대하게(HUN) |
| 캐릭터 상품 | 마린 블루스(정철연), 와라! 편의점(지강민), 놓지마 정신줄(신태훈/나승훈), 연애혁명(232), 소녀더와일즈(HUN/제나),유미의 세포들(이동건) |

### 매체별 발전

#### 웹
극초창기의 웹툰으로는 1999년에 딴지일보에서 연재된 웹툰인 존나깨군이 있다. 존나깨군은 연재형태가 매우 특이한데 김어준이 이우일에게 접근하여 "급여는 주지 않는 대신 아무렇게나 마구 연재해라"라는, 기괴하고도 파격적인 조건을 제시했는데 이우일이 이에 응했다.
초기의 웹툰은 일상적인 소재로 짧은 내용의 비연속적 서사구조를 가지고 개인 사이트를 중심으로 발생되었다. 그러나 2004년 강풀의 <순정만화>가 포털사이트 ‘다음’에 연재되며, 초기의 웹툰은 소규모 공유 공간에서 공간의 확장이 이루어졌다. 이후 아래와 같은 여러 포털 사이트에서 각각의 자체적 웹툰이 등장하였고 텍스트의 양은 증가하였다.
| 서비스명                                          | 운영주체             |
| ------------------------------------------------- | -------------------- |
| 네이버웹툰                                        | NAVER Corp           |
| 다음 만화 속 세상 보관됨 2014-12-24 - 웨이백 머신 | [주]다음커뮤니케이션 |
| 만화경 보관됨 2019-10-15 - 웨이백 머신            | 우아한형제들         |
| 카카오페이지                                      | Kakao Corp.          |
| 레진코믹스                                        | (주)레진엔터테인먼트 |
| 탑툰                                              | (주)탑코믹스         |
| 투믹스                                            | (주)투믹스           |
| 네이트웹툰 보관됨 2014-12-22 - 웨이백 머신        | SK커뮤니케이션스     |
| tstore웹툰                                        | SK커뮤니케이션스     |
| 케이툰                                            | (주)KT               |

#### 스마트폰, 태블릿 PC
스마트폰과 태블릿 PC의 등장은 무선인터넷의 확산 및 자율성, 애플리케이션 사용으로 인한 인터넷 접속의 간소화, 소셜 네트워크 이용으로 인한 정보교환의 용이성 등의 결과를 보여주고 있다. 태블릿의 등장으로 화면의 사이즈가 대형화되고 해상도가 개선되는 등 서비스 환경이 개선되어 웹스토어 기반의 모바일 만화 서비스 시장의 가능성은 더욱 커지고 있으며, 이들 기기의 ‘이동성’은 웹툰 구독의 장소, 시간의 자율성을 확보하게 해 주었다. 예를 들어, ‘이동성’은 직장인의 출퇴근 시간, 학생들의 쉬는 시간 등의 웹툰 구독을 가능하게 할 뿐 아니라 웹툰의 업데이트와 동시에 실시간 웹툰 구독을 가능하게 해 주었다. 한편, SNS를 이용하여 실시간으로 인기 있는 웹툰의 소식을 교류할 수 있으며, 작가는 실시간으로 반응 및 작품에 대한 평가도 얻을 수 있다.
위와 같은 추세에 따라, 각종 인터넷 포털들은 모바일 용 웹툰 애플리케이션을 제공하고 있으며, 단순히 웹에서 모바일로 웹툰을 옮겨오는 것에서 더 나아가, 만화를 편집해서 보내는 문자메시지 서비스로 이용자가 만화 콘텐츠를 가공해 자신만의 작품으로 만들어 전송할 수 있는 ‘모툰’과 같은 신개념 만화메시지 서비스도 출시되고 있는 추세다.

## 웹툰의 연출 방식
- 컷 구성 – 종스크롤방식

모니터의 면적이 한정되어 있고, 한 화면에 다 들어오지 않는 것은 브라우저의 스크롤바를 아래로 내리면서 볼 수 있기 때문에 웹툰은 자연히 세로로 긴 형태를 띠게 되었다. 모양, 크기, 구성이 다양하게 존재하여 컷들의 조화를 중시하는 출판 만화와 달리 웹툰식 연출은 상하 스크롤 읽기로, 여러 컷 외에 한 컷씩 보여지는 경우가 다수이며, 이는 애니메이션 등의 영상연출 시 스토리보드의 프레임형태의 레이아웃에 가깝다. 그러나 이는 여러 컷을 한꺼번에 보는 출판만화보다 한 컷씩 보는 웹툰이 시각적으로 집중도를 높이는 효과를 가져온다고 할 수 있다.이러한 컷 구성은 작가의 개성이 잘 반영되는 분야이다.
- 연속되는 반복 프레임

출판만화 또한 반복 컷을 사용하는 연출이 존재하지만, 이는 한정된 공간의 종이 위에 연출을 하여야 하기 때문에 연속적이고 점진적인 반복 컷을 연출로 사용하기엔 한계가 있다. 이에 비해 웹툰의 경우는 웹의 확장을 통해 점진적이고 연속적인 연출이 훨씬 자유롭다. 이를 통해 웹툰은 직접적이고 역동적인 이미지를 산출하고 있다. 특히 우리가 주목해야 할 점은 계속 스크롤바를 내리면서 감상하게 되는 웹툰의 성격상 자연적으로 모든 장면이 영화의 틸트 기법을 연출하게 된다는 것이다. 영화에서 틸트란 카메라 헤드를 상하로 부채꼴로 그리며 촬영하는 기법으로서 예를 들어 천신만고 끝에 대기업에 입사된 사람을 보여준 후 카메라를 틸트업하여 대기업 사옥빌딩의 꼭대기까지 보여준다면 대기업의 위용과 그곳에 근무하게 된 사람의 자신감을 보여줄 수 있고, 반대로 빌딩 옥상의 살인자를 보여준 후 틸트다운하여 거리에 쓰러진 피살자를 보여주면 두 사람간의 관계를 나타낼 수 있다. 웹툰은, 성격상 연속적으로 스크롤바의 이동에 맞춰 그림이 컴퓨터 아래에서 위로 흘러가는 형식이라 우리의 눈은 특정 화면의 꼭대기에서 시작하여 점점 더 화면의 아래쪽으로 내려가며 감상하게 되는 형국이 된다. 즉, 어떤 화면도 화면 전체가 한번에 눈에 들어오지 않으며 언제나 화면 위쪽부분부터 조금씩 베일을 벗기듯이 아래쪽으로 영역을 넓혀가며 볼 수 있는, 그러다가 마지막에 이르러 그 장면의 전체가 보이는 형식이 된다. 그렇기에 우리는 항상 대부분의 컷을 영화의 틸트기법으로 그려진 화면 혹은 장면으로 보는 셈이 되는 것이다.
- 양방향 소통 방식 – 피드백(댓글)

박동숙과 전경란에 따르면, '디지털 서사'란 단순히 컴퓨터와 같은 디지털 미디어를 통해 전달 및 저장할 수 있도록 구성된 서사가 아니라 컴퓨터가 일종의 수행공간(space of performance)의 역할을 하는 서사를 말한다. 기존의 서사는 작가가 완성한 서사를 독자가 전달받는 방식으로 구현되었지만, 디지털 서사는 컴퓨터라는 공간에서 '독자'가 어떤 행위를 수행함으로써 서사의 구성에 참여하는 방식으로 구현된다는 뜻이다. 대부분의 포털사이트에서 제공하는 웹툰에는 댓글을 달 수 있는 공간이 있다. 각 회를 보고 난 뒤 느낀 점이나 다른 사람들과 이야기하고 싶은 화제 등을 간단히 적을 수 있는 것이다. 독자들은 댓글을 쓰고 읽으며 때로는 작품에 대해 자신과 반대되는 의견을 가진 사람과 대립하기도 한다. 시사적인 이슈를 유쾌하거나 통렬하게 풍자한 작품에는 칭찬의 댓글을, 작가가 요즘 부진하다 싶은 작품에는 따끔한 질타나 든든한 격려의 글을 남기기도 한다. 실제로 웹툰 작가들은 댓글을 통해 독자의 피드백을 받는다. 댓글을 통한 디지털 서사의 형성은 곧 '작가->독자'의 일방향 소통에서 '독자<->독자', '작가<->독자'의 다방향 소통으로의 전환이라고 할 수 있다.

## 웹툰 사업모델

### 창작~인터넷 게재까지
웹툰 만화가들은 대개 자체적인 수익 창출보다는 급여를 받으면서 원고를 제출하는 방식으로 생활하고 있다. 급여 제공의 주된 주체는 포털 사이트이며, 대표적인 포털로는 네이버와 다음이 있다. 웹툰 시장에서 작가는 포털과 계약관계로 맺어지며 신인 작가의 경우 대부분 인터넷 포털사이트의 ‘나도 만화가’(다음), ‘도전 만화’(네이버)등의 코너를 통해 데뷔를 한다. 작가는 코너에 자신의 작품을 올리고 포털은 조회수가 많은 작품을 선별하여 계약을 하게 되는데, 계약이후 모니터링 기간을 가지게 된다. 이 기간 동안 포털은 작품의 흥행여부, 상품가치 유무를 확인하고 작가의 원고료를 산출한다. 네이버의 경우 조회수, 회차, 배경유무, 분량 등을 기준으로 원고료를 산출하며, 다음의 경우 조회수로 원고료를 산출한다. 네이버와 다음의 경우에는 수십 명 정도의 만화가들을 프로로써 고용, 만화를 무료로 누리꾼들에게 제공하고 있다. 네이버의 웹툰 서비스의 평균 조회수는 300만으로 추측된다. 인기있는 웹툰의 경우에는 댓글이 5,000개를 넘는 등 웬만한 오프라인 만화가들 못지않은 인기를 누리고 있다. 하지만 웹툰이 무료 컨테츠로 서비스 된다는 점에서 일부 유명 작가를 제외했을 때 만화가에게 직접적인 수익은 현저히 낮은 것이 사실이다. 신인 작가가 네이버·다음·파란 등 주요 인터넷 포털에서 연재를 시작할 경우 최저 고료는 회당 10만∼20만원선. 각 포털마다 작가의 지명도와 직전 작품의 원고료, 연재 주기, 규모 등의 추가 요인을 합산해 작품 단위 혹은 3개월, 6개월 주기에 한 번씩 원고료를 갱신하는 구조다.
출판사 직영사이트는 유료 서비스를 통해 수익을 내는 구조이며, 포털사이트는 서비스매출 이외에 판권료 및 러닝로열티를 받게 된다.
인기 만화의 경우 출판 만화, 캐릭터 상품, 드라마, 영화, 연극 등의 다양한 장르의 컨텐츠로 활용되면서 새로운 수익을 낳는 경우도 있다. 단행본은 작품이 온라인으로 게재된 후 선별되어 출간되며 책값은 대략 9천원 내외다. 이외에도 작품이 인기를 얻게 되면 2차 시장인 영화나 드라마, 애니메이션 등으로 나오기도 하며, 3차 시장인 문구, 완구, 의류 등 상품으로 나오는 경우도 있다.

### 무료서비스의 피해
무료만화의 경우 무료화를 통해 더 많이 노출되고, 더 큰 영향력과 이들을 얻을 수 있다는 시각을 가지고 있다. 그러나 웹툰의 특성상 무료서비스가 주를 이루는데 이는 웹툰이 공짜경제모델로 사업구조를 가지고 있어 기존의 가격 질서를 붕괴하고 있기 때문이다. 한번 소비자가 무료에 노출되면 더 이상 정가의 가격으로 구매하기 어려워지고, 이로 인해 시장은 붕괴될 위험이 커지게 된다. 실제로 포털에서 인기를 끌었던 웹툰이 출판되었을 때 웹툰이 무료로 서비스된다는 사실은 이에 대한 대체제로 작용하여 출판 판매부수를 감속시키는 원인으로 작용하고 있다.
무료 서비스 초기에는 방문자 유인전략으로서 순기능적 역할을 하며 작가-포털-소비자 모두에게 긍정적인 영향을 미쳤다. 강풀을 중심으로 웹툰 시장이 점점 활성화되면서 당시 침체되어있던 만화계에 웹툰은 새로운 플랫폼으로 인식되어 기존 출판만화가들이 웹툰 시장으로 진입하게 되었다. 이로 인해 웹툰 시장은 급속히 확장되며 수용자층을 늘려갔으나, 증가 속도에 비해 시장 확장은 순조롭게 이뤄지지 못했는데 이는 무료 서비스가 역기능으로 작용했기 때문이라고 평가받고 있다. 웹툰의 무료 서비스는 수용자들에게 웹툰은 무료로 볼 수 있는 콘텐츠라는 인식과 함께 도덕적 해이를 가속화시켰고, 결국 웹툰이 단행본으로 출판되었을 때 판매율에 부정적 영향을 미친 것이다.

### 발전 가능성
다음, 네이버, 네이트 등 주요 포털 사이트들이 만화를 핵심 콘텐츠로 파악하고 높은 비중으로 만화 페이지들을 운영하며 온라인 만화시장을 주도하고 있으며, 누구든지 만화가로 데뷔할 수 있어 다양한 감성의 작품들이 선보일 수 있고, 한국의 웹툰이 해외의 각 나라에 진출하며 영향력 확장을 시도하고 있어 점차 성장할 것으로 예상된다. 다만, 소수 대형 포털들에 의한 시장의 과점, 낮은 저작권 보상 시스템, 불완전한 저작권 보호 시스템 등 부정적 요소들이 있어 안정적인 시장 성장에 장애 요인으로 작용할 것으로 보인다.

## 웹툰 시장 현황

### 이용 및 매출
43%가 인터넷 무료 만화를 이용해 본 경험이 있고, 포털사이트를 이용하면서 만화를 보는 비중은 14.3%인 것으로 나타났으며 그 중 64.5%가 웹툰을 이용한다고 응답했다.
한국 콘텐츠진흥원에 따르면 인터넷 만화 콘텐츠 서비스의 연간 매출은 2009년 약 240억 원이었고 연 4.8%의 성장세를 보였다. 정보통신신업진흥원(NIPA)에 따르면 글로벌 디지털 만화시장 규모는 2017년 9억1200만 달러(1조2000억원)에서 2022년 13억 4500만 달러(1조5000억원)에 이를 전망이다.

### 종사자
인터넷 만화 시장의 경우 제작-관리-기획-마케팅-연구개발-유통 순으로 많은 인력들이 동원되고 있다.
- 항목

### 투자관련
'15년 웹툰 시장 규모는 4200억원으로 추산, '18년에는 8800억원으로 2배 이상 성장할 것으로 전망웹툰 산업의 발전이 가져오는 미래 그리고 투자기회 보관됨 2016-04-20 - 웨이백 머신 보관됨 2016-04-20 - 웨이백 머신 보관됨 2016-04-20 - 웨이백 머신 보관됨 2016-04-20 - 웨이백 머신 보관됨 2016-04-20 - 웨이백 머신 보관됨 2016-04-20 - 웨이백 머신 보관됨 2016-04-20 - 웨이백 머신

## 웹툰을 소재로 하는 TV 프로그램
- 오늘의 웹툰 (SBS 금토 드라마 - 2022년 하반기 방영작)
- Netflix's (넷플릭스) The 8 Show (오리지널 시리즈의 각색 머니게임 게다가 파이 게임 만화가에 의해 배진수)

## 같이 보기
- 웹툰 목록
- 디지털 만화
- 네이버 웹툰
- 카카오페이지
- 만화

### 주요 웹툰 사이트
| - 리디북스 웹툰 - 네이버 웹툰 - 다음 만화속세상 보관됨 2011-07-28 - 웨이백 머신 보관됨 2011-07-28 - 웨이백 머신 보관됨 2011-07-28 - 웨이백 머신 보관됨 2011-07-28 - 웨이백 머신 보관됨 2011-07-28 - 웨이백 머신 - 레진코믹스 - 뉴토끼 웹툰 - 카카오페이지 - 코미코 (일본어) - 짬툰 - 툰코 - 와우코믹스 - 만화경 보관됨 2019-10-15 - 웨이백 머신 | - 탑툰 - 올레마켓웹툰 - 도깨비웹툰 - 코미카 보관됨 2017-02-01 - 웨이백 머신 |

### 웹툰 정보 및 소식 매체
- 웹툰인사이트
- 만화인 보관됨 2021-01-21 - 웨이백 머신

### 웹툰 비평&리뷰 웹진
- 크리틱엠(전문 비평 리뷰) 보관됨 2015-07-23 - 웨이백 머신 보관됨 2015-07-23 - 웨이백 머신 보관됨 2015-07-23 - 웨이백 머신 보관됨 2015-07-23 - 웨이백 머신 보관됨 2015-07-23 - 웨이백 머신
- 웹툰인사이트(일반 리뷰, 간단 리뷰)